# Русскогвоздёвское сельское поселение
Русскогвоздёвское сельское поселение — муниципальное образование в Рамонском районе Воронежской области.
Административный центр — село Русская Гвоздёвка.

## География
Русскогвоздёвское сельское поселение расположено в юго-западной части Рамонского муниципального района. Административный центр поселения – село Русская Гвоздёвка. Населенные пункты, входящие в состав поселения: село Русская Гвоздёвка, которое расположено в южной части поселения; село Гвоздёвка, которое расположено севернее села Русская Гвоздёвка; хутор Панково, расположенный в северной части поселения. Планировка населенных пунктов, обусловленная рельефом, тяготеет к линейному типу.
Северо-восточную границу сельского поселения образует река Дон. С севера на юг территорию поселения пересекает водоток – приток реки Ведуга, который является планировочной осью села Русская Гвоздёвка.
Территория поселения граничит с Новоживотинновским, Яменским сельскими поселениями Рамонского района, а также имеет протяженную границу на севере и западе с Семилукским муниципальным районом. Расстояние от села Русская Гвоздёвка до областного центра — города Воронеж — 28 км.
Территория Русскогвоздёвского сельского поселения вытянута вдоль реки и имеет удобное транспортно-географическое положение. Главный въезд в Русскогвоздёвское сельское поселение со стороны Воронежа осуществляется с юга с трассы «Обход г. Воронеж», являющейся дорогой общего пользования регионального значения.

## Население
| 2010 | 2012 | 2013 | 2014 | 2015 | 2016 | 2017 |
| ---- | ---- | ---- | ---- | ---- | ---- | ---- |
| 1002 | ↘961 | ↘929 | ↘906 | ↘896 | ↗906 | ↗919 |
| 2018 |      |      |      |      |      |      |
| ↗925 |      |      |      |      |      |      |

## Экономика
Экономической базой Русскогвоздёвского сельского поселения являются предприятия, организации и учреждения по следующим видам экономической деятельности:
- сельское хозяйство (1);
- образование (2);
- здравоохранение и предоставление социальных услуг (1);
- предоставление прочих коммунальных, социальных и персональных услуг (2).[11]

## Населённые пункты
В состав поселения входят:
- село Русская Гвоздёвка,
- село Гвоздёвка,
- хутор Панково.

## Социальная сфера

### Здравоохранение
На территории Русскогвоздёвского сельского поселения функционирует Русскогвоздёвский психоневрологический интернат. В селе Русская Гвоздёвка располагается фельдшерско-акушерский пункт, при нем находится аптека. Также фельдшерско-акушерский пункт находится в селе Гвоздёвка.